# Onesidezero (album)
Onesidezero je drugi studijski album istoimenog američkog rock sastava Onesidezero iz Los Angelesa. 
Objavila ga je 5. lipnja 2007. izdavačka kuća Corporate Punishment. To im je prvi album nakon gotovo šest godina i kratkotrajnog raspada. Sniman je na turnejama tokom 2006., a uz Onesidezero, producirali su ga i Ulrich Wild i Roy Mayorga. Singlovi s albuma su "My Confession" i "Sleep".

## Popis pjesama
1. "Carry Your Gun" - 4:32
2. "Batman's Breath" - 3:10
3. "Whatever Happened" - 3:06
4. "Leviation" - 3:43
5. "My Confession" - 3:53
6. "Sleep" - 4:10
7. "Stay" - 3:48
8. "Blondevil" - 3:06
9. "Who Will Stop the Rain" - 4:41
10. "Safely Forgotten" - 4:26
11. "Cardboard Cutouts" - 3:19
12. "Carry Us Away" - 3:40
13. "Trikassho" - 3:10

## Produkcija
- Onesidezero:
  - Jasan Radford - vokal
  - Levon Sultanian – gitara, prateći vokal
  - Christian Hernandez - bas-gitara, prateći vokal
  - Rob Basile - bubnjevi